# ینوس متز پیدرسن
ینوس متز پیدرسن (دانمارکی: Janus Metz Pedersen؛ زادهٔ ۱۹۷۴ میلادی) کارگردان فیلم و فیلم‌نامه‌نویس اهل دانمارک است.
از فیلم‌ها یا مجموعه‌های تلویزیونی که وی در آن‌ها نقش داشته‌است، می‌توان به بوری در مقابل مک‌انرو و کارآگاه حقیقی (قسمت سوم از فصل دوم) اشاره نمود.